# Star Trek V: La última frontera
Star Trek V: la última frontera (título original en inglés: Star Trek V: The Final Frontier) es una película de ciencia ficción estadounidense dentro del universo de Star Trek, creado por Gene Roddenberry. Es la quinta entrega de la franquicia iniciada con la serie de televisión Star Trek.
La película fue dirigida por William Shatner, después de que los dos filmes anteriores fueran dirigidos por Leonard Nimoy. The Final Frontier fue producida por los estudios Paramount Pictures y se estrenó el 9 de junio de 1989.

## Argumento
La acción se sitúa en torno al año 2287. El capitán James T. Kirk, el Sr. Spock y el Dr. Leonard McCoy ven bruscamente interrumpido su permiso en el planeta Tierra cuando se les ordena liberar a unos rehenes que un grupo de insurgentes ha tomado en la llamada Ciudad Paraíso, en el planeta Nimbus III. Los rehenes son los embajadores terrestre, klingon y romulana en el citado asentamiento, y el líder de los insurgentes es Sybok, un vulcano que reniega de la filosofía de la lógica pura, y que resulta ser, además, hermanastro de Spock. Sybok ha conseguido seguidores (incluidos los propios rehenes) mediante una extraña técnica de manipulación mental mediante la cual «libera de su dolor» a sus víctimas, a cambio de que «le ayuden a buscar»... el lugar donde comenzó la creación, convencido de que hallará el Edén y al mismísimo Dios en un planeta situado en el centro de la Vía Láctea. Su insurrección en Nimbus III tenía como objeto atraer a la nave Enterprise y tomarla, a su vez, para realizar su proyectado viaje. Toda la tripulación, salvo Kirk, Spock, McCoy y Scotty cae bajo el influjo de este personaje, mientras el Enterprise es perseguido por una nave klingon comandada por un inexperto capitán ávido de gloria. Pero al llegar a destino, no es a Dios a quien Sybok encuentra, sino a un peligroso y agresivo alienígena que trata de matar a Kirk y apoderarse de su nave. Sybok se sacrifica para permitir la huida de los demás, y Kirk, por su parte, es rescatado por Spock, quien se encuentra a bordo de la nave klingon, apaciguado su capitán por la intervención del embajador de su planeta en Nimbus III, el general Korrd.

## Intérpretes
| Personaje                 | Intérpretes         | Doblaje español              | Doblaje mexicano        |
| ------------------------- | ------------------- | ---------------------------- | ----------------------- |
| Capitán James T. Kirk     | William Shatner     | Constantino Romero           | Mario Sauret            |
| Oficial científico Spock  | Leonard Nimoy       | Miguel Ángel Jenner          | Carlos Petrel           |
| Dr. Leonard McCoy «Bones» | DeForest Kelley     | Luis Posada Mendoza          | Agustín Sauret          |
| Montgomery Scott «Scotty» | James Doohan        | José María Angelat           | Miguel Ángel Ghigliazza |
| Hikaru Sulu               | George Takei        | Antonio Gómez de Vicente     | Moisés Palacios         |
| Teniente Nyota Uhura      | Nichelle Nichols    | Marta Martorell              | Yolanda Vidal           |
| Pavel Chekov              | Walter Koenig       | Antonio Lara                 | Carlos Becerril         |
| Sybok                     | Laurence Luckinbill | Juan Antonio Fernández Abajo | Arturo Casanova         |
| St. John Talbot           | David Warner        | Jaume Lleal                  | José Luis Castañeda     |
| Caitlin Dar               | Cynthia Gouw        | Mercedes Montalá             | Magda Giner             |
| Hombre del desierto       | Steve Susskind      | Salvador Aldeguer            | Marcos Patiño           |
| Almirante Robert Bennett  | Harve Bennett       | Félix Benito                 | Ismael Castro           |

## Versión en Blu-Ray
El 12 de mayo del 2009 salió a la venta la primera versión en Blu-Ray de The Final Frontier, incluida en un pack que contiene las 6 películas protagonizadas por el elenco de Star Trek: The Original Series. La película incluye sonido Dolby TrueHD de 7.1 canales, además de tener todo el material extra incluido en los DVD anteriores.